# Плуэк-дю-Триё
Плуэ́к-дю-Триё (фр. Plouëc-du-Trieux, брет. Ploueg-Pontrev) — коммуна во Франции, находится в регионе Бретань. Департамент — Кот-д’Армор. Входит в состав кантона Бегар. Округ коммуны — Генган.
Код INSEE коммуны — 22212.

## География
Коммуна расположена приблизительно в 410 км к западу от Парижа, в 130 км северо-западнее Ренна, в 36 км к северо-западу от Сен-Бриё.
Вдоль восточной границы коммуны протекает река Триё.

## Население
Население коммуны на 2016 год составляло 1132 человек.
| 1962 | 1968 | 1975 | 1982 | 1990 | 1999 | 2005 | 2016 |
| ---- | ---- | ---- | ---- | ---- | ---- | ---- | ---- |
| 1356 | 1280 | 1105 | 1106 | 1087 | 1085 | 1117 | 1132 |

## Администрация
| Период | Период | Фамилия       | Партия                  | Примечания |
| ------ | ------ | ------------- | ----------------------- | ---------- |
| 1972   | 1991   | Ив Ле Ру      | Социалистическая партия |            |
| 1991   | 2001   | Иван Гезеннек | Социалистическая партия |            |
| 2001   | 2008   | Клод Жуанни   | Разные левые            |            |
| 2008   | 2014   | Венсан Ле Мо  | Социалистическая партия |            |

## Экономика
В 2007 году среди 626 человек в трудоспособном возрасте (15—64 лет) 441 были экономически активными, 185 — неактивными (показатель активности — 70,4 %, в 1999 году было 63,6 %). Из 441 активных работали 400 человек (218 мужчин и 182 женщины), безработных было 41 (25 мужчин и 16 женщин). Среди 185 неактивных 56 человек были учениками или студентами, 67 — пенсионерами, 62 были неактивными по другим причинам.

## Достопримечательности
- Церковь Нотр-Дам-де-Плюэк (XIX век)
- Часовня Нотр-Дам-де-Неж (XVI век)
- Часовня Сен-Жоран (XV век)
- Старая римская дорога